# Kayutrejo
Kayutrejo is een bestuurslaag in het regentschap Ngawi van de provincie Oost-Java, Indonesië. Kayutrejo telt 2933 inwoners (volkstelling 2010).